# Ioannina-Insel
Die Ioannina-Insel (griechisch Νησί Ιωαννίνων Nisí Ioannínon (n. sg.), regional auch kurz Νησάκι Nisaki ‚Inselchen‘; albanisch Ishulli e Janinës) ist eine kleine Binneninsel im Norden des Ioannina- oder Pamvotida-Sees in der griechischen Region Epirus. Von 1926 bis zu ihrer Wiedereingemeindung in die Stadt Ioannina war sie eine selbständige Landgemeinde (κοινότητα kinótita) in der Präfektur Ioannina und die flächenmäßig kleinste griechische Gemeinde. Heute ist sie ein Stadtbezirk in der Gemeinde Ioannina und ist als ehemalige Gemeinde zudem ein Gemeindebezirk.

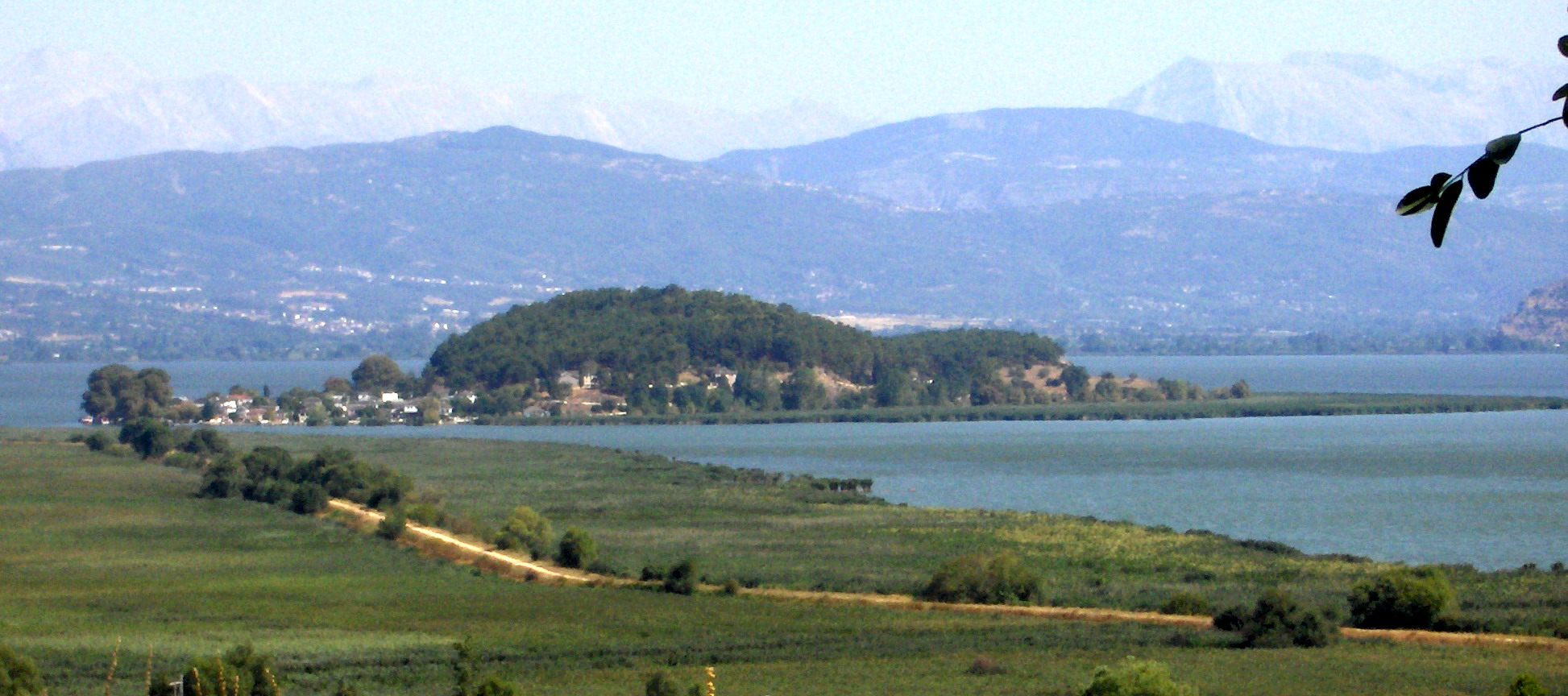
Die Insel und die Siedlung von Norden

Die aus Kalkstein gebildete Insel ist von länglicher Form, dabei etwa 1000 m lang und 500 m breit und hat eine Fläche von 67,7 Hektar. Das Inselinnere steigt auf etwa 50 m über der See-Oberfläche an und ist von Wald bedeckt, Pinien und Zypressen prägen das Landschaftsbild. Die Siedlung befindet sich am nördlichen Ende der Insel. Schilf und Papyrus säumen die Ufer, die Fröschen und Kröten Lebensraum bieten und in denen zahlreiche Wasservögel brüten. Der See, der auch heute noch im Winter gelegentlich zufriert, beheimatet zahlreiche Süßwasserfische wie Karpfen, Aale und Störe sowie Süßwasserkrebse.
Obwohl die Gegend des rund 10.000 Jahre alten Pamvotida-Sees nachweislich seit dem dritten vorchristlichen Jahrtausend besiedelt ist, bestehen die ältesten Nachweise für Menschen auf der Insel aus erhaltenen Klostergebäuden, deren älteste aus dem 13. Jahrhundert, der Zeit des beginnenden Despotats Epirus, stammen. Insgesamt bestehen heute sieben Klöster auf der Insel, von denen wenigstens vier aus dem späten Mittelalter stammen, seit 1871 auch eine kirchliche Schule. Die Einwohner betrachten sich als Nachfahren von Flüchtlingen von der Halbinsel Mani im 17. Jahrhundert, was durch Forschungen bisher nicht belegt wurde. Slawischstämmige Toponyme in der Gegend um den See und auf der Insel lassen eine Besiedlung durch Slawen etwa ab dem 10. Jahrhundert vermuten.
Ins Licht der Geschichte trat das Eiland, als im Februar 1822 Ali Pascha Tepelena vor seinen osmanischen Gegnern dorthin floh und hier besiegt und in einer Zelle des Pandeleimon-Klosters getötet wurde.
Die rund hundert Familien der Insel leben traditionell vom Fischfang und der Froschzucht, als Ausflugsziel hat die Insel auch touristische Bedeutung. Kunsthandwerkliche Gegenstände wie Strohhüte werden als Souvenirs angeboten. Zu den kulinarischen Spezialitäten des Ortes gehören verschiedene Fisch- und Krebsgerichte sowie Froschschenkel.

## Sehenswürdigkeiten

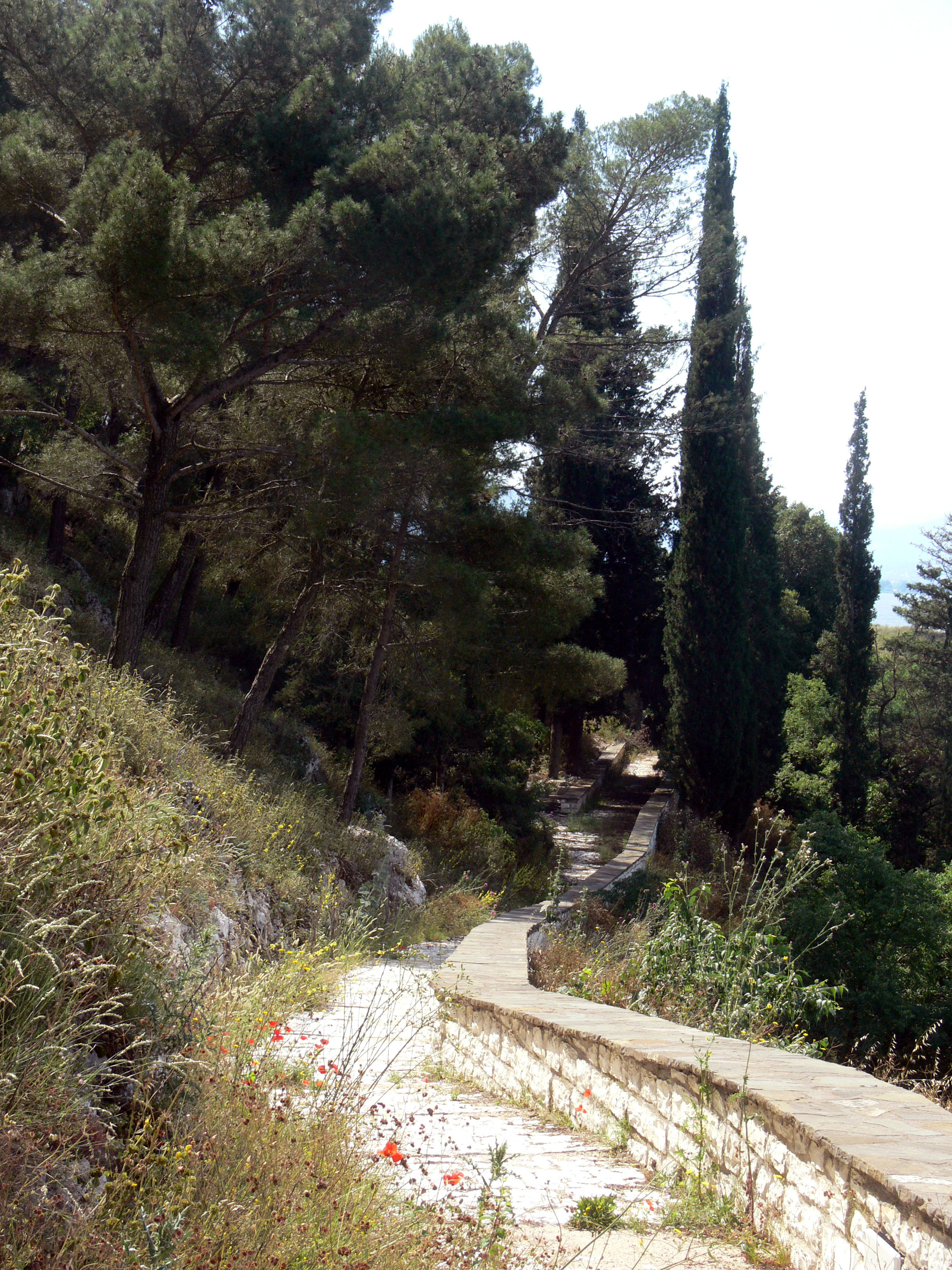
Im Inselinneren

Hauptsehenswürdigkeiten sind die Kirche und die sieben Klöster, in denen sich bedeutende Zeugnisse byzantinischer Freskenkunst befinden, darunter die Kirche Mariä Himmelfahrt (Ιερός Ναός Κοίμησης της Θεοτόκου) mit einer hölzernen Ikonostase mit goldverzierten Ikonen, das Felsenkloster des Heiligen Johannes des Täufers (Μονή Αγίου Ιωάννη Προδρόμου) aus dem 14. Jahrhundert und das Kloster des Heiligen Pandeleimon (Μονή Αγίου Παντελεήμονος) aus dem 15. Jahrhundert. In diesem Kloster erinnert das ‚Museum der Zeit vor dem Aufstand‘ (Μουσείο Προεπαναστατικής περιόδο) an Ali Pascha. Hier wird die Zelle gezeigt, in der er den Tod fand, außerdem Lithografien, Kupferstiche und Textilien aus der Zeit vor 1822.
Als kunsthistorisch am bedeutsamsten gilt das Kloster des Heiligen Nikolaus der Philanthropinen (Μονή του Αγίου Νικολάου των Φιλανθρωπινών). Der Name rührt von einer Familie Philanthropinos her, einer bedeutenden Familie im Despotat Epirus, deren Mitglied Michael 1292 als Eigentümer des Klosters genannt wird. Der Bau birgt bedeutende Wandmalereien aus dem 13. und 14. Jahrhundert. Im südlichen Narthex befinden sich die Porträts von sieben Philosophen der Antike.

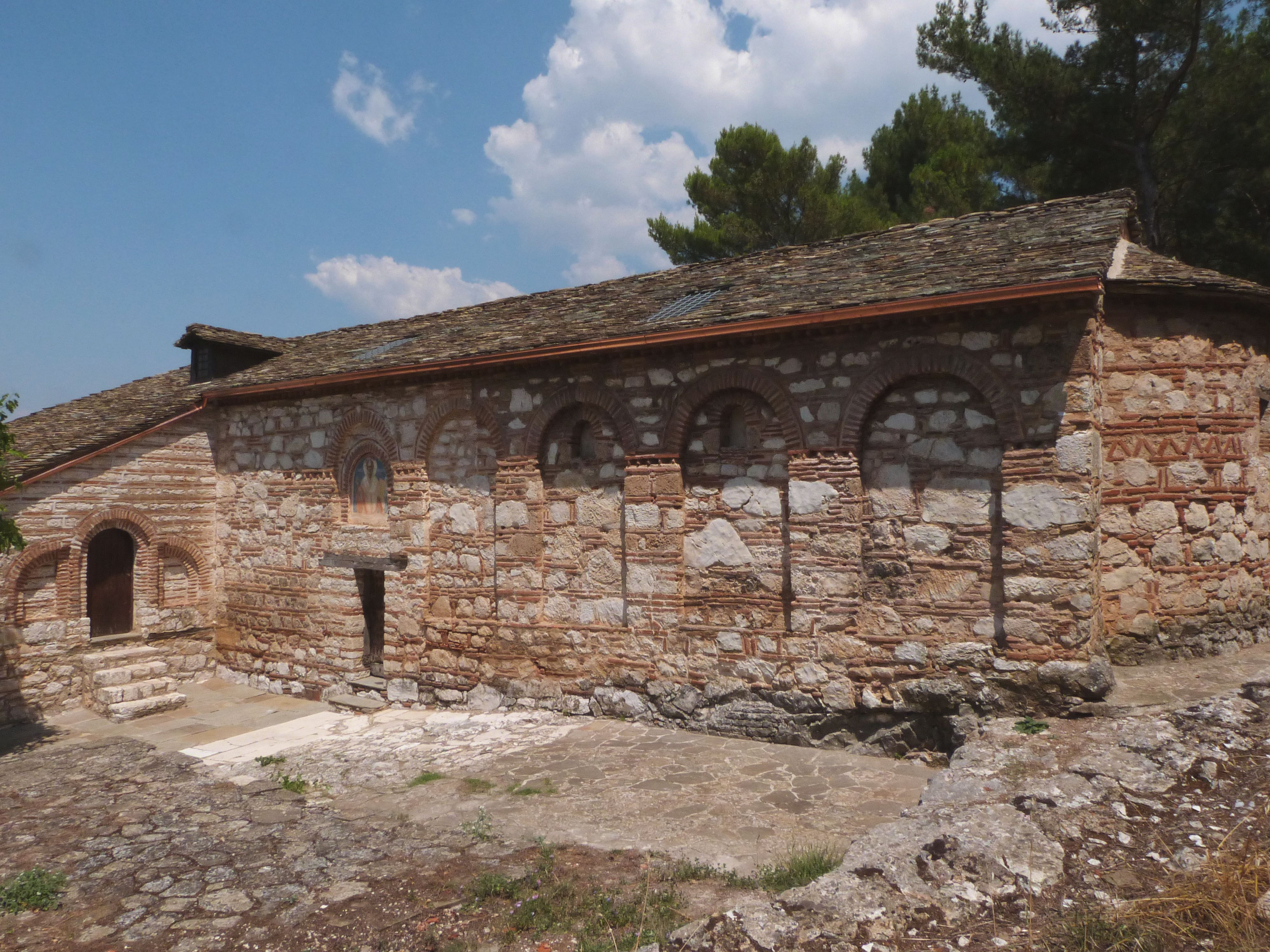
Kloster des Heiligen Nikolaus Dilios

Nahe bei diesem Kloster auf der Nordostseite der Insel steht das Kloster des Heiligen Nikolaus Dilios (Stratigopoulos), gegründet wahrscheinlich im 13. Jahrhundert. Die Hauptkirche ist vollständig mit Fresken von 1542/3 ausgemalt.